# 四川省のジャイアントパンダ保護区
四川省のジャイアントパンダ保護区（しせんしょうのジャイアントパンダほごく、中国語: 四川省大熊猫保护区 / 四川省大熊貓保護區、ジャイアントパンダ=大熊貓）は、中華人民共和国にあるユネスコの世界遺産（自然遺産）登録物件の1つである。絶滅危惧種であるジャイアントパンダの30%以上がこの地に生息しており、最も繁殖が盛んである。

## 概要
面積は9245 km2に及び、邛崍山脈と夾金山脈を挟んだ7つの自然保護区および9つの自然公園からなっている。ジャイアントパンダに加えて、レッサーパンダ、ユキヒョウ、ウンピョウおよびカラニジキジのような他の絶滅危惧種の重要な保護地域でもある。
保護区の森林には植物学的に非常に豊かな生態系が保持されており、モクレン科、タケ類、ツツジ科、ラン科の多くの種を含む5,000 - 6,000種の植物相の故地とされている。具体な種としてはハンカチノキ、シセンカラマツ、オニノヤガラなどが挙げられる。また、第三紀の熱帯雨林に相似していることが注目されている。
2006年7月12日に世界遺産に登録された。2008年5月12日の四川大地震で、多くの保護区で大きな被害を受けており、臥竜自然保護区のある汶川県は震源であるため特に激しい被害を受けた。

## 構成
四川省のジャイアントパンダ保護区は、7箇所の自然保護区と9箇所の風景名称区から構成され、成都市が所轄する都江堰市・崇州市・邛崍市・大邑県、雅安市が所轄する芦山県・天全県・宝興県、アバ・チベット族チャン族自治州が所轄する汶川県・小金県・理県、カンゼ・チベット族自治州が所轄する康定県といった12の県及び県級市に跨る。
自然保護区（7箇所）
- 臥竜自然保護区（中国語版）：汶川県、1963年成立、ジャイアントパンダ及び森林生態系を主に保護。1979年にユネスコの生物圏保護区に登録された[1]。
- 蜂桶寨自然保護区：宝興県、1975年成立、ジャイアントパンダ及び森林生態系を主に保護。
- 四姑娘山自然保護区：小金県、1996年成立、野生動物及び森林生態系を主に保護。
- 喇叭河自然保護区：天全県、1963年成立、ジャイアントパンダ及びターキンなどの希少動物を主に保護[3]。
- 黒水河自然保護区：芦山県及び大邑県に跨る、1993年成立、ジャイアントパンダ及び森林生態系を主に保護。
- 金湯-孔玉自然保護区：康定県、1995年成立、希少動物及び生態環境を主に保護。
- 草坡自然保護区：汶川県、2000年成立、ジャイアントパンダと生態環境を主に保護。

風景名勝区（9箇所）
- 青城山-都江堰風景名勝区：都江堰市、1982年成立。
- 天台山（中国語版）風景名勝区：邛崍市、1989年成立。
- 四姑娘山風景名勝区：小金県、1994年成立。
- 西嶺雪山（中国語版）風景名勝区：大邑県、1994年成立。
- 鶏冠山-九竜溝風景名勝区：崇州市、1986年成立。
- 夾金山風景名勝区：宝興県、1995年成立。
- 米亜羅風景名勝区：理県、1995年成立。
- 霊鷲山-大雪峰風景名勝区：芦山県、1999年成立。
- 二郎山（中国語版）風景名勝区：天全県、2000年成立。

## 登録基準
この世界遺産は世界遺産登録基準のうち、以下の条件を満たし、登録された（以下の基準は世界遺産センター公表の登録基準からの翻訳、引用である）。
- (10) 生物多様性の本来的保全にとって、もっとも重要かつ意義深い自然生息地を含んでいるもの。これには科学上または保全上の観点から、すぐれて普遍的価値を持つ絶滅の恐れのある種の生息地などが含まれる。